# Clyde Scott
Clyde Luther Scott (Dixie, Louisiana, 1924. augusztus 29. – 2018. január 30.) olimpiai ezüstérmes amerikai gátfutó, amerikaifutball-játékos.

## Pályafutása
Az 1948-as londoni olimpián 110 m gátfutásban ezüstérmet szerzett. Az olimpiai után profi amerikaifutball-játékos lett. 1949 és 1952 között a Philadelphia Eagles, 1952-ben a Detroit Lions csapatában szerepelt. Mindkét csapattal egy-egy NFL-győzelmet ért el.

## Sikerei, díjai
- Olimpiai játékok
  - ezüstérmes: 1948, London (110 m gát)
- National Football League (NFL)
  - győztes: 1949, 1952